# Luisa di Sassonia-Gotha-Altenburg (1756-1808)
Luisa di Sassonia-Gotha-Altenburg (Roda, 9 marzo 1756 – Ludwigslust, 1º gennaio 1808) fu principessa di Sassonia-Gotha-Altenburg per nascita e duchessa di Meclemburgo-Schwerin per matrimonio.

## Biografia

### Infanzia

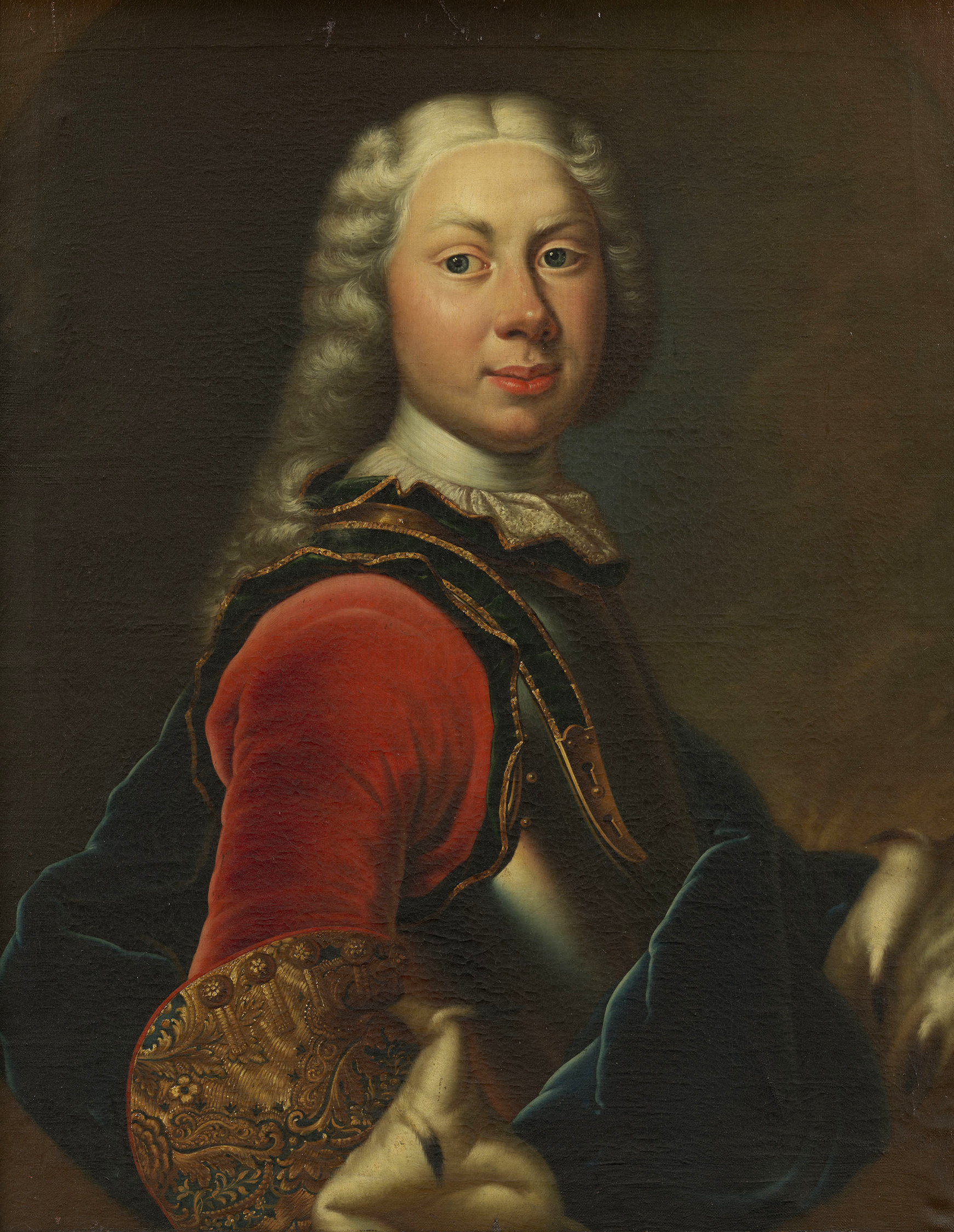
Il principe Giovanni Augusto di Sassonia-Gotha-Altenburg in un ritratto del XVIII secolo, Royal Collection

Luisa era figlia del principe Giovanni Augusto di Sassonia-Gotha-Altenburg (1704–1767), e di sua moglie Luisa (1726–1773), figlia del conte Enrico I di Reuß zu Schleiz.

### Matrimonio

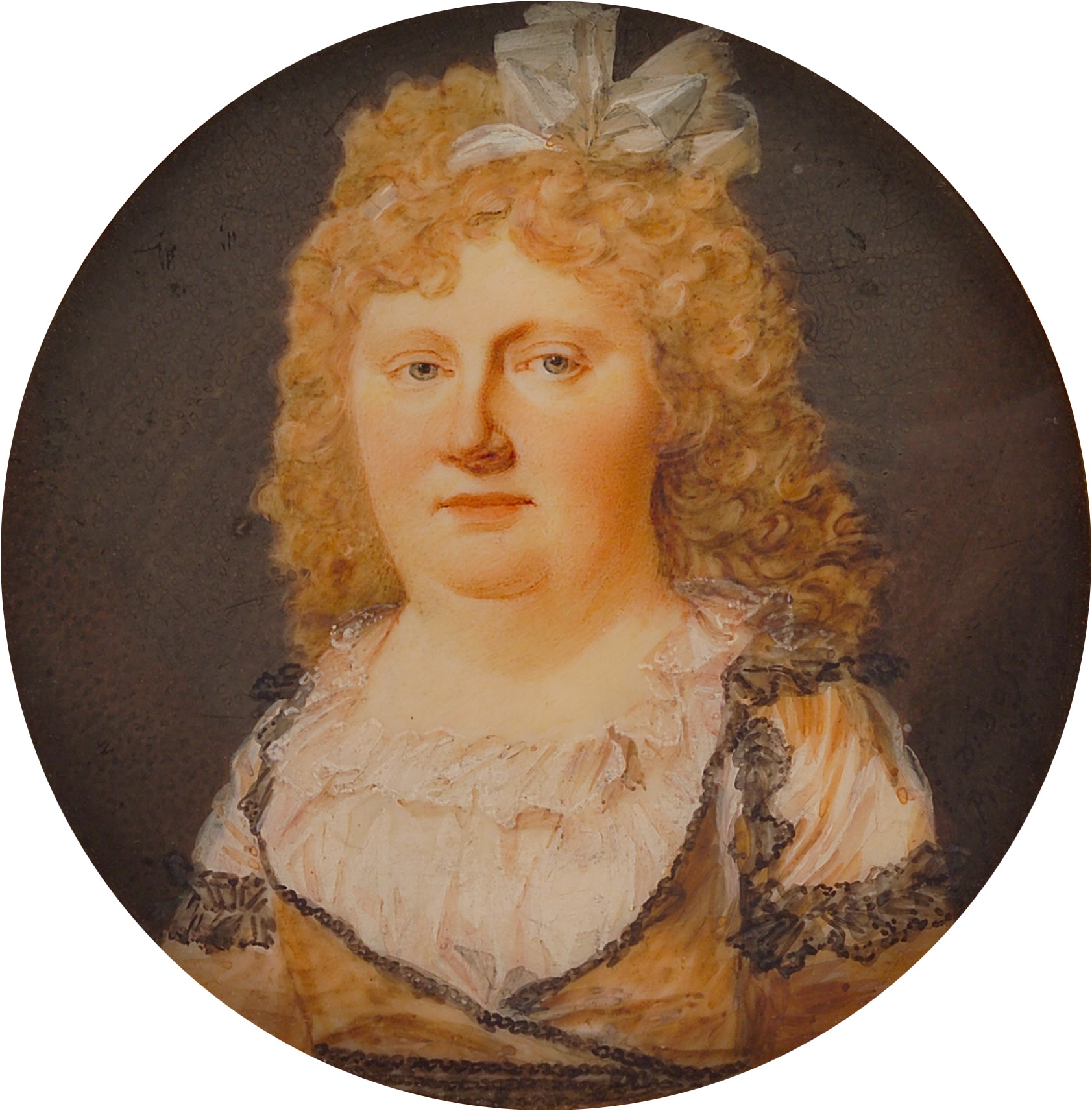
Luisa, duchessa di Meclemburgo-Schwerin, ritratta da Domenico Bossi nel 1796

Il 31 maggio 1775, nel Castello Friedenstein di Gotha, sposò il principe ereditario di Meclemburgo-Schwerin Federico Francesco, divenuto nel 1785 Duca di Meclemburgo-Schwerin e, nel 1815, Granduca di Meclemburgo-Schwerin.
Il loro matrimonio venne descritto felice.

### Morte

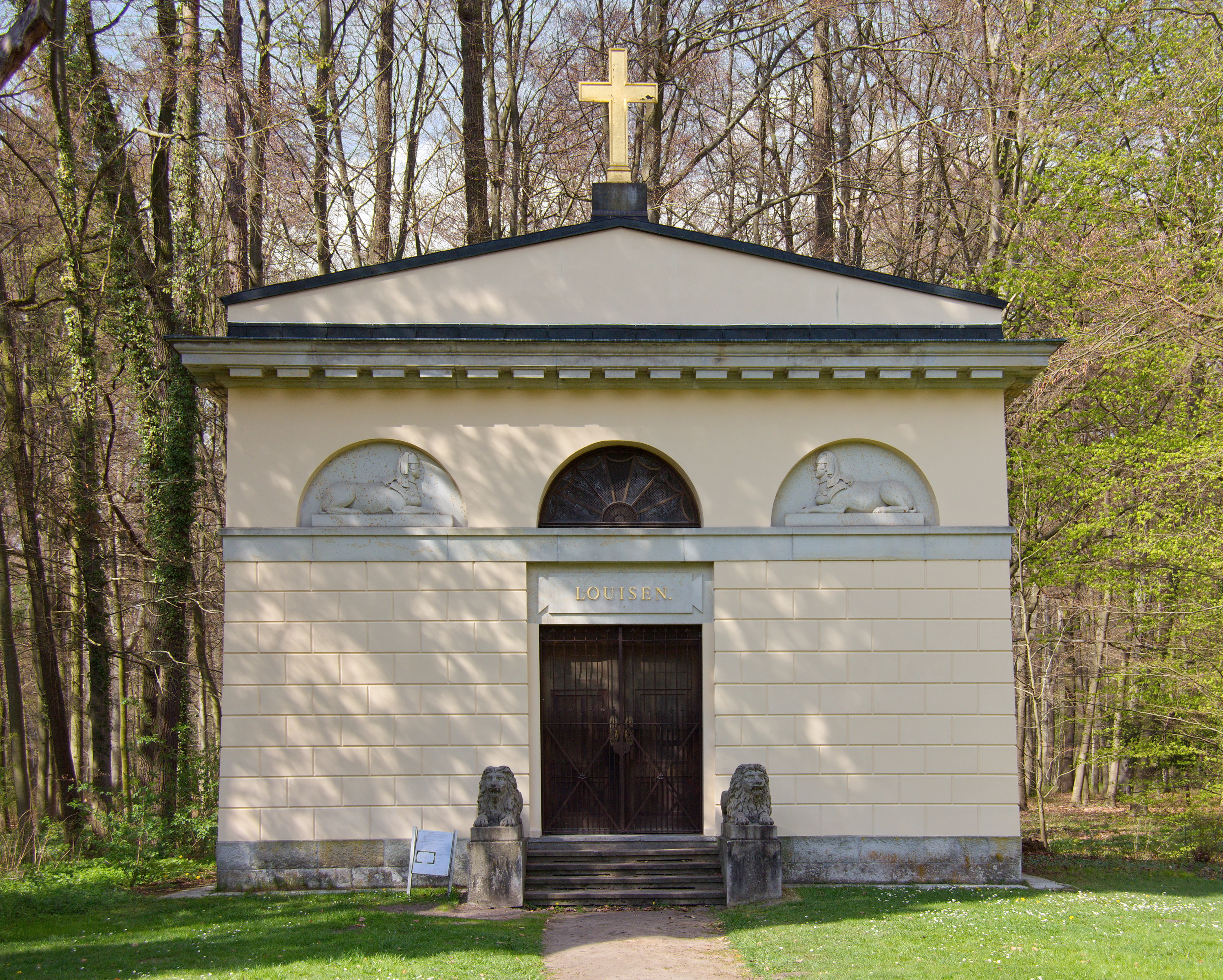
Il mausoleo della granduchessa Luisa

Quando Luisa morì, venne sepolta in una cripta, la Luisengruft, edificata per lei nel Castello di Ludwigslust. Davanti alla tomba vi sono due leoni in pietra arenaria e sopra l'ingresso è incisa in lettere dorate la seguente frase: «dedicato a Luisa».

## Discendenza

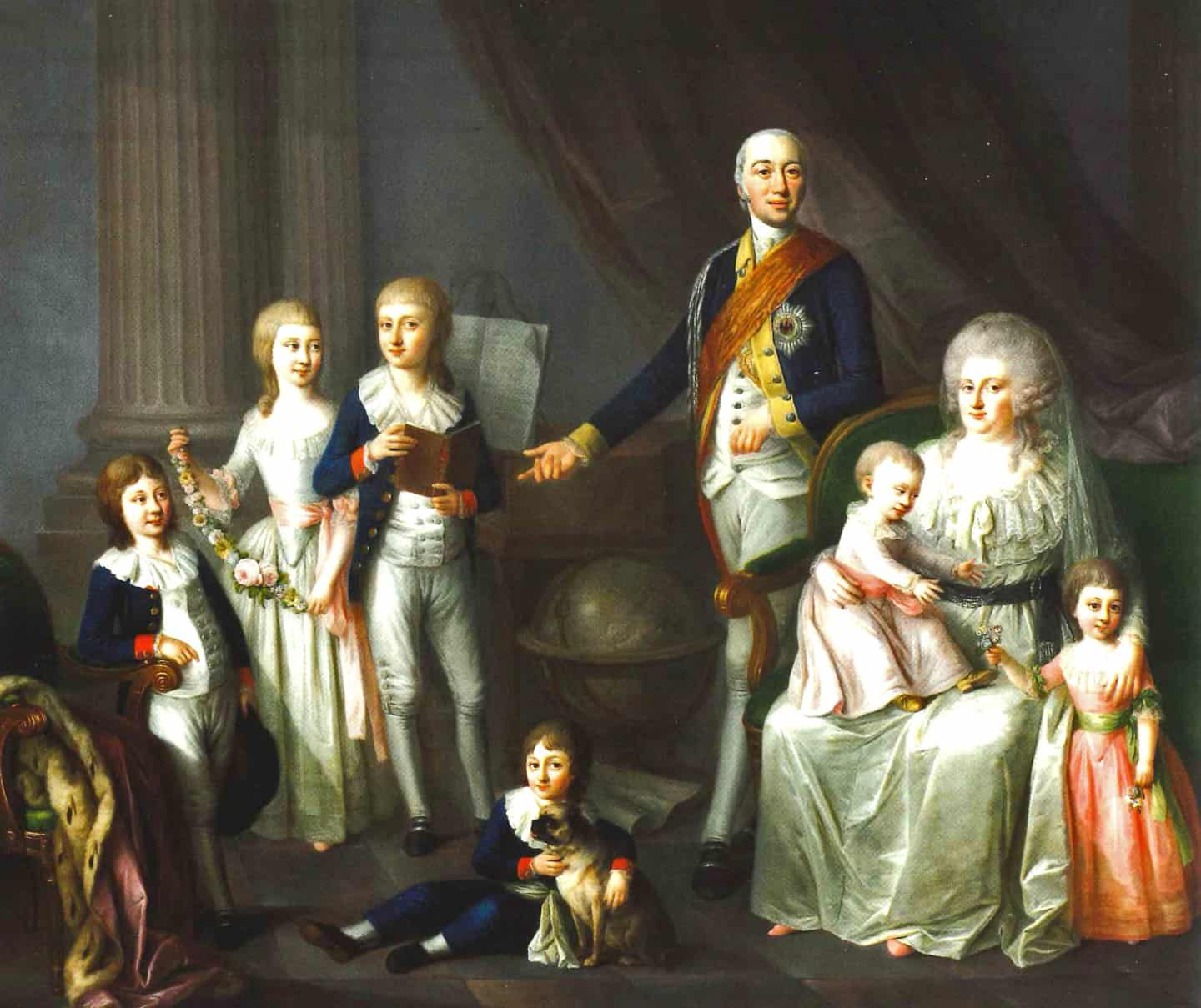
La famiglia di Federico Francesco I di Meclemburgo-Schwerin e di Luisa di Sassonia-Gotha-Altenburg di Daniel Woge, 1788, Staatliches Museum Schwerin

Dal matrimonio tra la principessa Luisa e Federico Francesco I di Meclemburgo-Schwerin nacquero sei figli, di cui raggiunsero l'età adulta i seguenti:
- Federico Ludovico (1778–1819), sposò Elena Pavlovna Romanova e, rimasto vedovo, Carolina Luisa di Sassonia-Weimar-Eisenach; fu padre di Paolo Federico di Meclemburgo-Schwerin e di Elena di Meclemburgo-Schwerin;
- Luisa Carlotta (1779–1801), sposò Augusto di Sassonia-Gotha-Altenburg;
- Carlotta Federica (1784–1840), sposò Cristiano VIII di Danimarca

## Ascendenza
|                                                         |   |                                           | Genitori                           |  |  | Nonni |  |  | Bisnonni                               |  |  | Trisnonni                             |  |
|                                                         |   |                                           |                                    |  |  |       |  |  | Federico I di Sassonia-Gotha-Altenburg |  |  | Ernesto I di Sassonia-Gotha-Altenburg |  |
|                                                         |   |                                           |                                    |  |  |       |  |  | Federico I di Sassonia-Gotha-Altenburg |  |  | Ernesto I di Sassonia-Gotha-Altenburg |  |
|                                                         |   | Elisabetta Sofia di Sassonia-Altenburg    |                                    |  |  |       |  |  | Federico I di Sassonia-Gotha-Altenburg |  |  |                                       |  |
| Federico II di Sassonia-Gotha-Altenburg                 |   |                                           |                                    |  |  |       |  |  | Federico I di Sassonia-Gotha-Altenburg |  |  |                                       |  |
|                                                         |   | Maddalena Sibilla di Sassonia-Weissenfels | Augusto di Sassonia-Weissenfels    |  |  |       |  |  |                                        |  |  |                                       |  |
|                                                         |   | Maddalena Sibilla di Sassonia-Weissenfels | Augusto di Sassonia-Weissenfels    |  |  |       |  |  |                                        |  |  |                                       |  |
|                                                         |   | Maddalena Sibilla di Sassonia-Weissenfels | Anna Maria di Meclemburgo-Schwerin |  |  |       |  |  |                                        |  |  |                                       |  |
| Giovanni Augusto di Sassonia-Gotha-Altenburg            |   | Maddalena Sibilla di Sassonia-Weissenfels |                                    |  |  |       |  |  |                                        |  |  |                                       |  |
|                                                         |   | Carlo Guglielmo di Anhalt-Zerbst          | Giovanni VI di Anhalt-Zerbst       |  |  |       |  |  |                                        |  |  |                                       |  |
|                                                         |   | Carlo Guglielmo di Anhalt-Zerbst          | Giovanni VI di Anhalt-Zerbst       |  |  |       |  |  |                                        |  |  |                                       |  |
|                                                         |   | Carlo Guglielmo di Anhalt-Zerbst          | Sofia Augusta di Holstein-Gottorp  |  |  |       |  |  |                                        |  |  |                                       |  |
| Maddalena Augusta di Anhalt-Zerbst                      |   | Carlo Guglielmo di Anhalt-Zerbst          |                                    |  |  |       |  |  |                                        |  |  |                                       |  |
|                                                         |   | Sofia di Sassonia-Weissenfels             | Augusto di Sassonia-Weissenfels    |  |  |       |  |  |                                        |  |  |                                       |  |
|                                                         |   | Sofia di Sassonia-Weissenfels             | Augusto di Sassonia-Weissenfels    |  |  |       |  |  |                                        |  |  |                                       |  |
|                                                         |   | Sofia di Sassonia-Weissenfels             | Anna Maria di Meclemburgo-Schwerin |  |  |       |  |  |                                        |  |  |                                       |  |
| Luisa di Sassonia-Gotha-Altenburg                       |   | Sofia di Sassonia-Weissenfels             |                                    |  |  |       |  |  |                                        |  |  |                                       |  |
|                                                         | … | …                                         |                                    |  |  |       |  |  |                                        |  |  |                                       |  |
|                                                         | … | …                                         |                                    |  |  |       |  |  |                                        |  |  |                                       |  |
|                                                         | … | …                                         |                                    |  |  |       |  |  |                                        |  |  |                                       |  |
| Enrico I di Reuss-Schleiz                               | … |                                           |                                    |  |  |       |  |  |                                        |  |  |                                       |  |
|                                                         |   | …                                         | …                                  |  |  |       |  |  |                                        |  |  |                                       |  |
|                                                         |   | …                                         | …                                  |  |  |       |  |  |                                        |  |  |                                       |  |
|                                                         |   | …                                         | …                                  |  |  |       |  |  |                                        |  |  |                                       |  |
| Luisa di Reuss-Schleiz                                  |   | …                                         |                                    |  |  |       |  |  |                                        |  |  |                                       |  |
|                                                         |   | …                                         | …                                  |  |  |       |  |  |                                        |  |  |                                       |  |
|                                                         |   | …                                         | …                                  |  |  |       |  |  |                                        |  |  |                                       |  |
|                                                         |   | …                                         | …                                  |  |  |       |  |  |                                        |  |  |                                       |  |
| Giuliana Dorotea Luisa di Löwenstein-Wertheim-Virneburg |   | …                                         |                                    |  |  |       |  |  |                                        |  |  |                                       |  |
|                                                         |   | …                                         | …                                  |  |  |       |  |  |                                        |  |  |                                       |  |
|                                                         |   | …                                         | …                                  |  |  |       |  |  |                                        |  |  |                                       |  |
|                                                         |   | …                                         | …                                  |  |  |       |  |  |                                        |  |  |                                       |  |
|                                                         |   | …                                         |                                    |  |  |       |  |  |                                        |  |  |                                       |  |